# Partners (filme de 1982)
Partners (bra: Dois Tiras Meio Suspeitos) é um filme estadunidense de 1982, do gênero comédia dramática, dirigido por James Burrows, e estrelado por Ryan O'Neal e John Hurt. 

## Elenco
- Ryan O'Neal como Sgt. Benson
- John Hurt como Kerwin
- Kenneth McMillan como Chefe Wilkins
- Robyn Douglass como Jill
- Jay Robinson como Halderstam
- Denise Galik como Clara
- Joseph R. Sicari como Walter
- Michael McGuire como Monroe
- Rick Jason como Douglas
- James Remar como Edward K. Petersen
- Jennifer Ashley como Secretária
- Darrell Larson como Al
- Tony March como Aide #2
- Seamon Glass como Gillis
- Steven Reisch como Rapaz do Balcão

## Produção
"É uma comédia", disse o produtor Russo. "É uma comédia que vem de situações reais, da tradição da farsa francesa. Eu me senti pena por ambos os personagens."
Os papéis principais foram originalmente oferecidos a Clint Eastwood e Woody Allen. Eastwood expressou interesse se Allen aceitasse, mas Allen recusou.
O filme foi um dos seis filmes com orçamento relativamente baixo que a Paramount Pictures produziu em 1981, antes de uma greve de diretores, com orçamentos entre US$ 4-8 milhões. A Paramount estava interessada em ver como seriam os resultados de filmes com um processo de pré-produção encurtado. Os outros filmes foram Some Kind of Hero, Jekyll and Hyde... Together Again, I'm Dancing as Fast as I Can, White Dog e An Officer and a Gentleman. Um sétimo filme, Young Lust, foi "pego" por outra produtora. Partners foi promovido no estúdio por Don Simpson (Michael Eisner, também do estúdio, disse que "odiou" o roteiro). De todos os sete filmes, os executivos da Paramount ficaram mais entusiasmados com o roteiro para de Partners.

## Recepção
Rex Reed, escrevendo para o jornal New York Post, criticou o filme, dizendo: "O mais recente crime de Hollywood contra a humanidade em geral, e os homossexuais em particular, é um estúpido show de horrores chamado Partners - estúpido, de mal gosto e homofóbico, esse filme superficial e fraco implica que não se pode confiar em policiais gays para trabalhar com policiais héteros, porque eles podem se apaixonar por eles." Gene Siskel também ficou ofendido e mais tarde chamou-o de um dos piores filmes de 1982. O'Neal foi indicado ao prêmio Framboesa de Ouro como Pior Ator da Década.
Quando perguntado se o filme atraíra reclamações de homens gays durante as filmagens, John Hurt disse: "Eles não gostaram de eu estar usando um abrigo lilás nele. Dizem que os homossexuais não necessariamente fazem isso. E a pessoa me dizendo isso está lá sentada usando um abrigo rosa, vivemos em um mundo louco."
O filme foi um fracasso financeiro. O chefe da Paramount, Barry Diller, disse mais tarde que "Partners era a essência de um filme mal feito, em parte porque foi feito ás apressas."

## Trilha sonora
Partners: Music from the Motion Picture Composed and Conducted by Georges Delerue é uma trilha sonora do filme de mesmo nome, com edição limitada de 1.000 unidades, lançada em 20 de março de 2014, pelo selo espanhol Quartet Records. O álbum, lançado apenas em CD, contém 21 faixas compostas e regidas por Georges Delerue, além de 3 faixas bônus.
A trilha sonora foi uma das primeiras compostas por Delerue após ele se estabelecer em Hollywood, e também é uma das obras mais estranhas e, até agora, menos conhecidas de sua longa carreira. O filme, que sofreu vários cortes na sala de edição, foi finalmente lançado com um total de aproximadamente 12 minutos de música original de Delerue e um grande número de canções pop e faixas de outros filmes produzidos pela Paramount Pictures no mesmo período - de Giorgio Moroder, Dave Frank e Charles Fox, entre outros. Mas, tendo acesso a todas as gravações de Delerue (preservadas em perfeitas condições nos arquivos da Paramount), descobriu-se que Delerue gravou não apenas uma, mas duas trilhas diferentes para o filme. Apenas algumas partes foram usadas na edição final, e muitas foram usadas em lugares diferentes daqueles para os quais o compositor as havia escrito originalmente.

### Lista de faixas
Todas as canções com arranjo e conduzidas por Georges Delerue. Todas as canções compostas por Georges Delerue, exceto as faixas bônus.
| N.º            | Título                                                      | Compositor(es)                                          | Duração |  |
| 1.             | "Partners Theme"                                            |                                                         | 2:14    |  |
| 2.             | "1M2 / 1M3"                                                 |                                                         | 2:02    |  |
| 3.             | "Meet Hardelstam"                                           |                                                         | 1:21    |  |
| 4.             | "3M1"                                                       |                                                         | 1:11    |  |
| 5.             | "M51"                                                       |                                                         | 1:08    |  |
| 6.             | "I Need Some Air"                                           |                                                         | 1:36    |  |
| 7.             | "The First Clue"                                            |                                                         | 1:41    |  |
| 8.             | "M52"                                                       |                                                         | 1:01    |  |
| 9.             | "The Market"                                                |                                                         | 2:01    |  |
| 10.            | "Domestic Scene"                                            |                                                         | 3:14    |  |
| 11.            | "M61 / M62"                                                 |                                                         | 1:02    |  |
| 12.            | "8M4"                                                       |                                                         | 1:48    |  |
| 13.            | "Where’s Everyone?"                                         |                                                         | 2:06    |  |
| 14.            | "The Bait"                                                  |                                                         | 4:40    |  |
| 15.            | "10M1 / 10M3"                                               |                                                         | 1:26    |  |
| 16.            | "Thanks Kerwin"                                             |                                                         | 1:32    |  |
| 17.            | "Kerwin Searches House / Close Encounters / The Invitation" |                                                         | 3:30    |  |
| 18.            | "Kerwin’s Suspicion"                                        |                                                         | 1:44    |  |
| 19.            | "Find Benson / I Want The Negatives"                        |                                                         | 3:48    |  |
| 20.            | "I’m No Crying"                                             |                                                         | 1:36    |  |
| 21.            | "Partners Theme"                                            |                                                         | 1:08    |  |
| 22.            | "In The Mood" (faixa bônus)                                 | Andy Razaf Joseph Garland                               | 3:34    |  |
| 23.            | "Moonlight Serenade" (faixa bônus)                          | Glenn Miller Mitchell Parish                            | 3:36    |  |
| 24.            | "Tuxedo Junction" (faixa bônus)                             | Julian Dash Buddy Feyne Erskine Hawkins William Johnson | 3:07    |  |
| Duração total: | Duração total:                                              | Duração total:                                          | 53:04   |  |